# فرانك أوين (كاتب)
فرانك أوين (بالإنجليزية: Frank Owen)‏ هو كاتب وروائي وعالم أنثولوجي، أمريكي. كتب 10 روايات في الثلاثينيات من القرن العشرين تحت الاسم المستعار روزويل ويليمز، وهو اسم يخطئ الكثير في اعتقاد أنه اسمه الحقيقي. أشتهر أوين في قصصه القصيرة عن الخيال الشرقي, والتي ظهرت أغلبها في مجلة «ويرد تايلز».كما شارك أيضا أوين زوجته إيثل أوين في كتابة العديد من مجموعة قصصيه للأطفال.

## الفهرس

### الروايات والمجموعات
- حكايات المعطف من جيوب العملاق السعيد (مع اثيل أون, مجموعة,1927 )
- تلال الأحلام في الريف السعيد مجموعة 1928
- بيت الأم (1929)
- الخزف الوردي الباهت (1929)
- الريح التي تشرد العالم (1929)
- البحر الأرجواني ,مجموعة, 1930
- قصص تثيرها الرياح (مع أيثيل أوين ،مجموعة، 1930
- ديلا وو، جارية صينية (جمع، 1931)
- الأرض النادرة 1931
- لطريق الأزرق السريع بالتعاون مع ايثل اون ,مجموعة ,1932
- مادونا البغيضة ( كما روزويل ويليامز، 1935)
- عشاق أسطورة النوتة الموسيقية (كما روزويل ويليامز،1935)
- زوج لكوتاني (مجموعة، 1938)
- التل القرمزي (1941)
- ساحر البورسلين 1948

### مختارات أدبية
- جريمة قتل من أجل الملايين 1946
- كتاب الاسرار, قرب الموقد 1947
- قصص غامضة للمراهقين 1948